# 나의 히어로 아카데미아
《나의 히어로 아카데미아》는 호리코시 고헤이가 집필하고 그린 일본 만화다. 슈에이샤의 소년만화 잡지 《주간 소년 점프》에서 2014년 7월 7일부터 2024년 8월 5일까지 연재했으며 낱권책으로는 전 42권으로 나왔다.
'개성'이라는 초능력이 만연한 미래세계를 무대로 개성이 없지만 슈퍼히어로를 꿈꾸는 미도리야 이즈쿠가 주인공이다. 미도라야가 세계 최고의 영웅 올마이트에게 잠재력을 인정받고 개성을 물려받아 능력자로 재탄생해 슈퍼히어로 양성고등학교에 입학해 일어나는 사건을 다뤘다.
만화를 중심으로 미디어 프랜차이즈가 전개됐다. 본즈가 제작한 애니메이션판은 2016년 4월부터 방영됐으며 극장만화 4편이 개봉됐다. 외전만화로 《나의 히어로 아카데미아 스매시!!》, 《비질랜티 -나의 히어로 아카데미아 ILLEGALS-》 및 《나의 히어로 아카데미아 팀업 미션》이 연재됐다. 그 외 라이트 노블, 연극, 비디오 게임 등 다양한 매체로 발매됐다.
《나의 히어로 아카데미아》는 〈뉴욕 타임스〉 베스트셀러 목록에 여러 차례 오르는 등 상업적 성공을 거뒀다. 2023년 2월 기준 외전을 포함한 단행본 판매부수는 8500만 권 이상으로 가장 많이 팔린 일본 만화 순위권에 진입했다. 원작만화는 언론에서 그림체, 등장인물, 이야기구조, 액션장면과 서양 슈퍼히어로 코믹스에 영향받은 대중문화 활용으로 호평을 받았다.

## 줄거리
전 세계 총인구 약 80%가 개성이라고 불리는 초능력을 가지고 있는 허구의 세계. 그 곳에선 개성을 악용하는 빌런이라는 자들이 있다. 그런 빌런을 잡기 위하여 개성을 쓰는, 히어로라는 직업이 관심을 받고 있다. 하지만 그런 세계에서도 개성이 없는 사람, 일명 무개성이 존재한다. 무개성이지만 히어로를 꿈꾸는 소년 '미도리야 이즈쿠'가 No.1 히어로, 올마이트에게 원 포 올이라는 힘을 얻어 최고의 히어로가 되기까지의 이야기다.

## 등장인물

### 주요 인물

#### 1학년 A반 학생들
- 미도리야 이즈쿠

히어로명: 데쿠
개성: 원 포 올
본래는 무개성이었지만 운좋게 올마이트를 만나 능력을 물려받았다.힘을 축적하여 다른 사람에게 힘을 넘길 수 있다. 미도리야만 예외로 역대 계승자들의 개성을 쓸 수 있다. 현재 사용 가능한 역대 계승자들의 개성으론 검은 채찍, 부유, 연막, 위기 감지, 발경으로 원 포 올 덕분에 더욱 강력해졌다.
특징: 원 포 올 제9대 계승자이다. 히어로 오타쿠이고(사실상 개성 오타쿠), 히어로 뿐만 아니라 다른 학생과 적의 개성을 관찰하고 전략을 짜 행동해서 싸우는 두뇌 플레이를 한다. 바쿠고 카츠키에게 괴롭힘 받을 때 불린 '데쿠'를 우라라카가 "난 '데쿠'하면 화이팅!이라는 느낌이 들던데?"라고 해서 뜻이 바뀌었다며 히어로명을 '데쿠'라고 정했다.
- 바쿠고 카츠키

히어로명: 대.폭.살.신 다이너마이트
개성: 폭파
손바닥의 땀샘에서 폭발 물질인 땀이 나와 그걸 폭파한다. 움직이거나 개성을 쓸수록 땀이 더 잘나서 폭발력이 점점 세진다. 땀이 잘 나지 않는 겨울을 싫어한다.
특징: 언동이 다소 거칠다. 전투력이 학년 안에서 최상위권이다. 키리시마 에이지로, 카미나리 덴키와 사이가 은근히 좋다. 원 포 올의 비밀을 알고 있는 몇 안 되는 사람 중 하나이다.
- 우라라카 오챠코

히어로명: 우라비티
개성: 무중력
손가락 끝에 곰처럼 나와있는 부분으로 터치해서 사물이나 사람을 무중력 상태로 만들 수 있다. 무중력으로 만들 수 있는 것의 최대 총 중량은 3t까지다.
특징: 히어로명은 '우라비티'이다. 아스이 츠유와 사이가 매우 좋다. 떡을 좋아한다. 절약을 잘한다.
- 이이다 텐야

히어로명: 잉게니움
개성: 엔진
종아리에 엔진이 있다. 이 엔진으로 매우 빠르게 달린다. '리시프로 버스트'는 기술로 한계까지 엔진을 돌려 순식간에 달리는 기술이다. 엔진을 개조한 이후에는 10분 동안 '리시프로 버스트'를 사용하는 '리시프로 터보'라는 기술을 사용할 수 있게 되었다.
특징: 말을 할 때나 대화 할 때 괴상한 손동작을 사용한다.
- 토도로키 쇼토

히어로명: 쇼토
개성: 반냉반열
오른쪽에는 냉기(얼음), 왼쪽에는 열(화염)을 내뿜는다. 화염을 사용하면 몸에 축적되는 열을 얼음으로 식힐 수 있고, 반대로 얼음을 사용하면 몸에 생기는 서리를 화염으로 녹일 수도 있다.
특징: 엔데버의 아들이다. 어렸을 때 좋지 않은 가정사로 인해 엔데버를 증오하며 추후에 서서히 사이가 좋아진다. 뜨겁지 않은 소바를 좋아한다.
- 미네타 미노루

히어로명: 그레이프 주스
개성: 송이송이
머리카락이 보라색의 끈적끈적하고 끈끈한 공 형태이고, 뽑아서 던져서 무언가에 닿으면 붙는다. 컨디션이 좋으면 온종일 붙어있는다고 한다. 자신에게는 붙지 않고 튕긴다.
특징: 여성을 매우 좋아한다. 키가 A반에서 제일 작다.
- 사토 리키도

히어로명: 슈거맨
개성: 슈거 도프
설탕(설탕이 함유된 음식) 15g당 5배로 신체 능력이 올라간다.
특징: 개성 탓에 단 것을 평소에 많이 만들어 먹어서 요리를 잘한다. 설탕을 먹을수록 잠시동안 지능이 낮아진다.
- 세로 한타

히어로명: 셀로판
개성: 테이프
팔꿈치에 있는 틈으로 테이프를 사출한다. 사출한 테이프를 끊어서 함정 등을 만들거나, 어딘가에 감아 빨아들여서 이동하기도 한다.
특징: 테이프가 한계에 도달하면 피부가 푸석푸석해진다.
- 쇼지 메조

히어로명: 텐타콜
개성: 복제 팔
6개의 팔(팔 사이에 갈퀴처럼 막이 있다.)에 신체 부위를 복제할 수 있다. 복제할 때는 원래 팔의 손에서 촉수(복제 팔에 더 가깝다.)가 나오고 그 끝부분에 눈, 귀, 입 등이 복사가 된다. 복사된 신체에서도 복제를 할 수 있다.
특징: 개성 탓에 모습이 조금 촉수 같아서 히어로명이 '텐타콜'이다. 악력이 480kg이다.
- 아스이 츠유

히어로명: 프로피
개성: 개구리
개구리 같은 일(높게 점프하기, 혀 늘이기(20m), 벽에 달라붙기, 보호색, 약한 독성의 점액 분비하기 등)을 할 수 있다. 보호색은 보호색이라는 걸 알아차린 시점에서 살짝 보이게 된다.
특징: 냉정하고 냉철한 판단력을 가졌다. 특유의 무뚝뚝한 성격 때문에 친구가 별로 없다.
- 아시도 미나

히어로명: 핑키
개성: 산(산성)
몸에서 산성 액체를 내뿜는다. 액체의 수소 이온 농도 지수(pH)를 조절할 수 있고 점성도 그러하다. 발에서(신발에 구멍을 뚫어 놓았다.) 약한 산을 내뿜어 미끄러져 이동하는 것도 가능하고, 산의 점성을 높여서 막 같은 것을 앞에 세워 막는 것도 가능하다.
특징: 춤을 잘 춰서 싸울 때도 브레이크 댄스 같은 움직임으로 피하고, 공격한다. 눈의 바탕색이 검은색이고, 피부가 분홍색이다. 뿔이 달렸다.
- 아오야마 유가

히어로명: can't stop twinkling(반짝거림이 멈추지 않아)
개성: 네빌 레이저
배꼽에서 레이저가 나오는데, 1초 이상 사출하면 배탈이 난다. 코스튬을 착용하면 무릎, 팔꿈치, 어깨 등에서도 레이저가 나올 수 있다.
특징: 개성이 몸에 잘 맞지 않아서 평소에 차고 다니는 서포트 아이템이 없으면 배꼽에서 레이저가 센다. 치즈를 좋아한다. 말에 가끔 프랑스어와 영어가 섞여 있다. 나르시스트 끼가 있다.
- 야오요로즈 모모

히어로명: 크리에티
개성: 창조
몸에 있는 지방질을 원하는 원소로 바꿔서 배열해 물건을 창조할 수 있다. 생물이 아니라면 뭐든 가능하다. 하지만 창조할 물건의 분자구조까지 다 알아야 한다.
특징: 물건의 분자구조까지 다 파악하고 있을 정도의 방대한 지식을 갖고 있다. 지식량에 걸맞게 공부 성적은 1위이다. 부잣집 딸이다.
- 오지로 마시라오

히어로명: 테일맨
개성: 꼬리
몸에 난 꼬리를 자유자재로 다룬다. 꼬리의 힘이 꽤 쌔서 바닥을 쳐서 날아가거나 어딘가에 걸어서 매달려있는 등 할 수 있다.
특징: 꼬리 때문에 앉는 걸 불편해한다.
- 지로 쿄카

히어로명: 이어폰 잭
개성: 이어폰 잭
귓불에 이어폰 잭이 달려있다. 이어폰 잭을 스피커에 꽂으면 자신의 심음(심장 소리)을 몇백 배 증폭시켜 폭음을 내거나, 바닥이나 벽에 꽂아 벽 넘어나 주변의 소리를 들을 수 있다.
특징: 카미나리 덴키와 러브라인이 있다. 록 음악을 좋아하며, 좋아하는 만큼 악기를 잘 다루고 노래도 잘 부른다.
- 카미나리 덴키

히어로명: 차지즈마
개성: 대전
몸에 축적되어있는 전기를 방출한다. 전기를 조종할 수 있는 것은 아니라서 서포트 아이템을 이용해 포인터를 쏘고 포인터가 10m 이내에 있다면 그곳으로 전기가 자동으로 가도록 한다.
특징: 몸의 축적된 전력 이상의 전기를 방출하면 잠시 뇌에 과부하 상태가 된다.
- 코다 코지

히어로명: 애니마
개성: 생물 보이스
말로 동물(인간 제외)을 조종한다.
특징: 부끄러움을 많이 타는 성격이다. 원래 곤충을 무서워했지만, 히어로과 실기 연습 시험 때 지로 쿄카의 귀가 다쳐도(상대가 프레젠트 마이크였다.) 포기하지 않는 용감함을 보고 용기를 낸 것을 계기로 곤충을 무서워하지 않게 됐다.
- 키리시마 에이지로

히어로명: 레드 라이엇
개성: 경화
몸을 단단하게 만든다. 맞을수록 강도가 올라간다.
특징: 중학교 때는 조금 딱딱해질 뿐인 약한 개성이었다.
- 토코야미 후미카케

히어로명: 츠쿠요미
개성: 다크 쉐도우
몸에서 그림자 같은 몬스터를 꺼낸다. 몸에 탯줄같이 연결되어 있으며, 무한으로 늘어나고 크기도 커질 수 있지만, 아침(밝은 빛)이면 공격력이 많이 약해지고, 밤(어둠)이면 공격력이 세진다. 하지만 어두워져서 세질수록 흉포함마저 커져서 제어가 힘들어져 폭주할 수도 있다.
특징: 다크 쉐도우에도 다른 자아가 하나 있다.
- 하가쿠레 토오루

히어로명: 인비저블 걸
개성: 투명
투명 인간이다. 몸에 반사되는 빛을 굴절시켜 투명화되는 것을 응용해서 몸에서 빛을 모아 강한 빛을 발생시키거나 레이저 같은 것을 휘게 할 수 있다.
특징: 신발이랑 장갑으로 코스튬이 구성되어 있다.

### 유에이 고등학교 교사진
- 이레이저 헤드(본명: 아이자와 쇼타)

개성: 말소
쳐다본 상대의 개성을 못 쓰게 한다.
특징: 1학년 A반의 담임이다. 안구 건조증이 있어서 능력을 오래 쓰지 못한다.
- 프레젠트 마이크(본명: 야마다 히자시)

개성: 보이스
엄청난 성량으로 소리질러 상대를 기절시킨다.
특징: 영어 교사이다. 월요일마다 라디오 방송을 한다.
- 시멘터스(본명: 이시야마 켄)

개성: 시멘트
손에 닿은 시멘트를 맘대로 조종 할 수 있다.
- 올마이트(본명: 야기 토시노리)

개성: 원 포 올
힘을 축적하고 힘을 다른 이에게 줄 수 있다.
특징: 한때 히어로 랭킹NO.1이었지만 올 포 원과의 전투 이후에 히어로를 은퇴했다.
- 블러드

개성: 응고
피를 응고시킨다.
특징: 1학년 B반의 담임이다. A반과 B반끼리 반대항 훈련 때 편파중계를 했다.
- 13호

개성: 블랙홀
손가락이 블랙홀처럼 모든 것을 빨아들여 티끌로 만들어버린다.
특징: 각종 재난을 구현한 훈련소인 USJ의 개발자이다. 코스튬이 우주복처럼 생겼다.
- 미드나이트

개성: 수면향
전신에서 수면 가스가 나온다.
특징: 무기로는 채찍을 사용한다. 기간토마키아와의 싸움에서 사망한다.
- 엑토플라즘

개성: 엑토플라즘
입에서 나오는 가스로 분신을 만들어 낸다.
특징: 노래방을 좋아한다. 수학 교사이다.
- 리커버리 걸

개성: 회복
뽀뽀한 상대의 자연 치유력을 초활성화 한다.
특징: 치유할 때 뽀뽀해야 하는데 입이 길게 늘어난다. 초반에 올 포 원의 정체를 아는 사람 중 하나였다.
- 네즈(유에이의 교장)

개성: 하이스팩
특징: 아이큐가 300이며, 전 세계에서 유일하게 개성을 가진 동물이다. 예전에 인간에게 학대를 받았어서 가끔 본성이 나온다.

### 그 외
- 에리

개성: 되감기
사람 한정으로 대상의 시간을 과거로 되돌린다.
특징: 개성을 조종하는 능력이 부족하다. 자칫하면 사람을 태어나기 전으로도 돌려버릴 수 있다.
- 모노마 네이토

개성: 카피
접촉한 상대의 개성을 약 5분 정도 사용할 수 있다.
특징: 유에이 고등학교 히어로과 1학년 B반의 학생이다.
- 신소 히토시

개성: 세뇌
신소의 물음에 대답한 상대를 세뇌시킬 수 있다.
특징: 원래는 일반과 C반이었으나 체육대회에서 좋은 성적을 보여주고 합동훈련 편에서 2학년부터 히어로과 편입이 결정됐다. 아이자와에게 붕대를 쓰는 기술을 배운 후로 목에 붕대를 두르고 다닌다.
- 하츠메 메이

개성: zoom
확대해서 볼 수 있다. 최대 5km까지 확대가 가능하다.
특징: 유에이 고등학교 서포트과 학생이다. 자신이 만든 기계를 베이비로 부른다.
- 갱 오르카

개성: 범고래
머리에서 초음파가 나오는 등 지상에서도 범고래의 능력을 이상으로 사용할 수 있다.
- Mt.레이디

개성: 자이언트
몸을 크게 할 수 있다. 단, 크기 조절은 불가능하다. 최대 크기는 25m이다.
- 신린 카무이

개성: 나무
몸에서 나무가 자라나게 할 수 있어 구속 또는 이동에 사용한다.
- sir.나이트 아이

개성: 미래 예지
신체 접촉을 하고 눈을 마주친 상대의 미래를 볼 수 있다.
특징: 사예팔재회 편에서 오버홀에 의해 사망한다.
- 토오가타 밀리오

히어로명: 르밀리옹
개성: 통과
몸이 모든 것을 통과한다. 바닥도 통과하여 아래로 빠질 수 있는데, 이 때 개성을 해제하면 지상으로 튀어 오른다고 한다.
특징: UA고교 빅3 중 한 명이다. 사예팔재회 편에서 개성을 잃어버려 휴학한다. 에리가 시간을 되돌려 개성을 되찾는다.
- 엔데버

개성: 화염
전신에서 화염이 나온다.
특징: 현재 No.1 히어로이다. 토도로키의 아버지이다. No.2일 때 올마이트에게 열등감을 가지고 있었다.
- 로크로크

개성: 자물쇠
손에 닿은 것을 일시정지 시킨다.
특징: 오버홀 전에서 토가에게 중상정도의 상처를 입는다.
- 류큐

개성: 드래곤
전신을 드래곤의 모습으로 바꿀 수 있다.
특징: 현재 No.10 히어로이다.
- 시무라 나나

개성: 원 포 올, 부유
힘을 저장하고 힘을 다른 이에게 줄 수 있다. 공중에 떠서 날 수 있다.
특징: 올마이트의 스승이다. 시가라키 토무라의 할머니이다. 올 포 원에 의해 사망한다.
- 워터 호스

개성: 물
손에서 물을 뿜을 수 있다.
특징: 코타의 부모이다. 머스큘러와의 전투에서 사망한다.
- 이즈미 코타

개성: 물
손에서 물을 뿜어낼 수 있다.
특징: 워터 호스의 아들이다.
- 호크스

개성: 강철 날개
등에 날개가 있다. 강하고 탄탄한 깃털을 하나하나 조종할 수 있다.
특징: No.2 히어로이다. 엔데버를 동경한다. '너무 빠른 남자'라고 불린다. 빌런 연합에 붙은 배신자인줄 알았으나 공안이 심은 스파이란게 밝혀졌다.
- 엣지 쇼트

개성: 종이
몸을 종이처럼 얇게 만들 수 있다. 얇아진 몸은 음속 정도의 속도로 움직인다.
특징: No.4 히어로이다.
- 베스트 지니스트

개성: 섬유
섬유를 자유자재로 조절할 수 있다.
특징: No.3 히어로이다. 올 포 원 에게 장기가 뚫리는 부상을 당하게 된다.
- 팻껌

개성: 지방흡착
몸에 쌓아둔 지방으로 뭐든 파묻어 버리거나 충격을 흡수하고 방출할 수 있다. 공격과 방어가 모두 가능한 밸런스형 히어로다. 대신, 흡수한 데미지를 다시 방출하면 지방이 사라지고 원래의 모습으로 돌아간다.
- 버블 걸

개성: 비눗방울
전신에서 비눗방울이 나온다.
특징: sir 나이트아이의 사이드킥이다. 전신이 푸르다.
- 하도 네지레

히어로명: 네지레짱
개성: 파동
활력을 연료로 손과 발에서 파동을 내뿜는다. 파동의 파괴력이 매우 방대하여 30%만의 출력으로도 건물이 날아간다. 파동을 응용하여 날 수도 있다.
특징: 류큐의 사무실에서 활동한다. UA고교 빅3 중 한 명이다.
- 미르코

개성: 토끼
토끼가 할 수 있는 일을 토끼 이상으로 할 수 있다.
특징: No.5 히어로이다. 초현실 해방 전선 급습 편에서 하이엔드 6마리와의 전투에서 한쪽 팔을 잃는다.
- 아마지키 타마키

히어로명: 선 이터
개성: 재현
먹은 것을 재현할 수 있다. 음식이 아니어도 먹으면 재현할 수 있다.
특징: 벼룩심장이다. UA고교 빅3 중 한 명이다.
- 크러스트

개성: 방패
전신에서 방패를 생성하고, 날릴 수도 있다.
특징: 전 No.6 히어로이다. 올 포 원의 개성을 이식받은 각성한 토무라와 히어로들이 싸울 때 이레이저 헤드를 살리고 사망한다.
- 랙돌

개성: 서치
특징: 4명으로 이루어진 히어로 팀 '와일드 와일드 푸시캣츠'의 일원이다. 카미노의 악몽 편에서 올 포 원에 의해 개성을 잃는다. 후에 사무직으로 푸시캣츠에 남는다.
- 호랑이

개성: 연체
특징: 4명으로 이루어진 히어로 팀 '와일드 와일드 푸시캣츠'의 일원이다.
- 픽시밥

개성: 토류
특징: 4명으로 이루어진 히어로 팀 '와일드 와일드 푸시캣츠'의 일원이다.
- 만델레이

개성: 텔레파시
특징: 4명으로 이루어진 히어로 팀 '와일드 와일드 푸시캣츠'의 리더이다.
- 시시쿠라 세이지

개성: 정육
손에 닿은 것의 형체를 자유자재로 바꾼다.
- 우츠시미 케미

개성: 환혹
입에서 나오는 연기로 환상을 만들 수 있다.
- 요아라시 이나사

개성: 선풍
손에서 나오는 바람을 조종할 수 있다.

### 빌런
- 올 포 원

개성: 올 포 원
상대방의 개성을 뺏어서 사용하거나 줄 수 있다. 여러 개를 빼앗아 저장할 수 있고 빼앗은 개성을 다 쓸 수 있다.
특징: 초대 원 포 올의 형이다. 올 포 원에 의해서 원 포 올이 만들어졌다.
- 스테인

빌런명: 히어로 킬러 스테인
개성: 응혈
상대의 피를 핥음으로 상대를 마비시킨다. 혈액형에 따라 제한 시간이 있는데, A-B-AB-O순으로 점점 짧아진다.
특징: 미도리야, 토도로키, 이이다한테 진다. 개성은 강하지 않지만 살인술을 단련해 매우 위험한 빌런이 된다.
- 시가라키 토무라

개성: 붕괴, 올 포 원
손에 닿은 모든 것을 파괴한다. 상대방의 개성을 뺏어서 사용하거나 줄 수 있다. 5기에서는 손에 닿지 않은 것까지 파괴 가능해졌다.
특징: 시무라 나나의 손자이다.
- 젠틀 크리미널

개성: 탄력
손이나 발에 닿은 곳에 탄력을 넣을 수 있다.
특징: 영상계에 데뷔 하여 긴 시간 동안 활동했고, 미도리야와의 전투 중 체포된다.
- 러브러버

개성: 사랑
사랑하는 상대에게 사랑의 깊이만큼 힘을 부여한다.
특징: 젠틀 크리미널의 조수이자 뛰어난 해커이다.
- 오버홀(본명: 치사키 카이)

개성: 오버홀
손에 닿은 것을 분해하거나 다시 수복한다.
특징: 야쿠자 집단 팔재회의 우두머리로 개성이 없는 사회를 꿈꿨으나, 에리의 힘의 도움을 받는 100%의 미도리야에게 패배한다. 이후 시가라키에 의해 양팔을 잃고 개성을 사용하지 못 하는 상태가 되어 병원에서 치료를 받은 뒤, 타르타로스에 수감되었다.
- 다비(본명: 토도로키 토우야)

개성: 발화
몸에서 푸른 불꽃이 나온다.
특징: 화력이 매우 세다. 자신의 몸도 태워버려 오래는 못 싸운다. 엔데버 집안의 죽은 줄 알았던 장남이며 엔데버를 증오한다.
- 쿠로기리

개성: 워프 게이트
좌표 이동이다. 자기가 원하는 곳에 좌표를 알면 어디든 갈 수 있다.
특징: 노우무인데 너무 정교해 히어로 쪽이 알아차리는데 시간이 걸렸다. 프레젠트 마이크와 이레이저 헤드의 절친이었지만 빌런에게 잡혀 노우무가 된다.
- 토가 히미코

개성: 변신
상대방의 피를 마심으로써 상대방과 똑같이 변신할 수 있다. 신체 능력도 똑같이 변한다고 한다. 피의 양과 변신 시간이 정비례한다.
특징: 5기에서는 변신 상대의 개성까지 쓸 수 있게 되었다.
- 트와이스(본명: 부바이가와라 진)

개성: 2배
모든 것을 2배로 늘린다. 능력 사용을 위해서는 이미지와 신체 치수 등이 필요하다.
특징: 5기에서 트라우마를 극복해 자신도 복제할 수 있게 되었다. 이후 초현실 해방전선 급습에서 호크스에 의해 사망한다.
- 머스큘러

개성: 근육증강
피부에도 담기지 않는 엄청난 양의 근섬유를 온 몸에 감싸 신체 강화를 한다.
특징: 코우타를 노렸지만 미도리야의 공격에 의해 패배한다.
- 네모토

개성: 진실 뱉기
상대방에게 무엇을 물어보든 오직 진실만 답하게 한다.
특징: 팔재회의 일원이다.
- 랏파

개성: 어깨근격골 강화
어깨의 근격골과 주변 근육을 강화시켜 히어로조차도 피하기 힘든 속도와 파워로 주먹을 내지른다.
특징: 팔재회의 일원이다. 오버 홀에게 충성심이 별로 없다.
- 마그네

개성: 자력
자신 주변에 있는 사람에게 자력을 부여 할 수 있다. 남자는 S극, 여자는 N극이다.
특징: 오버 홀에게 상체를 통째로 분해당했다.
- MR.컴프레스

개성: 구슬
손에 닿은 것을 작은 구슬로 압축해 버린다.
특징: 오버홀에 의해 한쪽 팔을 잃어 의수로 대처한다.
- 일반 노우무(하얀색)

개성: 흡수와 방출 등
특징: 빌런연합의 생체실험으로 탄생하였다. 시체로 만들어졌다.
- 특수 노우무(검은색)

개성: 초재생, 충격 흡수 등
특징: 빌런연합의 생체실험으로 탄생하였다. 시체로 만들어졌다. 올 마이트의 머슬폼의 파워에 거의 맞춰진 신체 능력을 가지고 있다.
- 이리나카

개성: 의태
사물에 들어가 마음대로 움직일 수 있다. 사용범위는 냉장고 크기이다.
특징: 팔재회의 일원이다.
- 스피너

개성: 도마뱀 붙이
벽에 도마뱀처럼 붙을 수 있다.
특징: 집안 중에서도 약한 편에 속한다. 스테인의 신념에 물들었다.

### 기타 주요 인물
- 그 외 참여 성우(한국): 신용우, 강수진, 이호산, 이재범, 송준석, 김보나, 온영삼, 장광, 민응식, 이동훈, 김혜성, 장성호, 이경태, 정주원, 이다은, 강은애, 이창민, 서반석, 원에스더, 김진홍, 정의한, 이승행, 김예림, 장서화, 김윤채, 최현수, 비주언, 이주승, 임채빈, 정의택, 성예원, 이은조, 박준원, 임혁, 김채린, 신나리, 이세레나, 김종엽, 박준형, 원종준, 권다예, 손정민, 이주은, 김병현, 오건우, 이동윤, 김다빈, 김서현, 장채연

## TV 애니메이션
2016년 4월 3일부터 6월 26일까지 제1기, 2017년 4월 1일부터 9월 30일까지 제2기, 2018년 4월 7일부터 9월 29일까지 제3기, 2019년 10월 12일부터 2020년 4월 4일까지 제4기가 방영되었으며, 2021년 3월 27일부터 9월 25일까지 제5기가 방영되었다. 제6기의 제작이 결정되었으며, 2022년 10월 1일부터 2023년 3월 25일까지 방영되었다. 제7기의 제작이 결정되었으며, 2024년 5월 4일부터 10월 12일까지 방영되었다. 제7기 방영 전 Memories가 2024년 4월 6일부터 4월 27일까지 전 4화로 방영되었다.

### 1기 시리즈

#### 주제가
오프닝 테마 「THE DAY」
작사·작곡 - 신도 하루이치 / 편곡 - 에구치 료, Prono Graffitti / 노래 - 포르노그라피티
엔딩 테마 「HEROES」
작사·작곡 - 모리 료타 / 편곡·노래 - Brian the Sun

#### BD / DVD
| 권 | 발매일           | 수록화          | 규격품번   | 규격품번   |
| 권 | 발매일           | 수록화          | BD         | DVD        |
| -- | ---------------- | --------------- | ---------- | ---------- |
| 1  | 2016년 6월 29일  | 제1화 - 제3화   | TBR-26101D | TDV-26106D |
| 2  | 2016년 7월 13일  | 제4화 - 제6화   | TBR-26102D | TDV-26107D |
| 3  | 2016년 8월 17일  | 제7화 - 제9화   | TBR-26103D | TDV-26108D |
| 4  | 2016년 9월 14일  | 제10화 - 제11화 | TBR-26104D | TDV-26109D |
| 5  | 2016년 10월 12일 | 제12화 - 제13화 | TBR-26105D | TDV-26110D |

### 2기 시리즈

#### 주제가
1쿨 오프닝 테마 「ピースサイン(피스 사인)」
작사·작곡 - 요네즈 켄시 / 노래 - 요네즈 켄시
1쿨 엔딩 테마 「だから、ひとりじゃない(그러니까 혼자가 아니야)」
작사 - Kanata Okajima, Carlos K./ 작곡 - Carlos K., 카가츠메 Tadd / 편곡·노래 - Little Glee Monster
2쿨 오프닝 테마 「空に歌えば(하늘에 노래하면)」
작사·작곡 - 아키타 히로무 / 노래 - amazarashi
2쿨 엔딩 테마 「だってアタシのヒーロー。(왜냐하면 나의 히어로.)」
작사 - LiSA, 후루야 신 / 작곡 - 와타나베 쇼 / 편곡·노래 - LiSA

#### 각화 리스트
| 시즌 회차 | 통합 회차 | 방영 타이틀                                                     | 원작 챕터 | 방영 일자       |
| --------- | --------- | --------------------------------------------------------------- | --------- | --------------- |
| 0         | 13.5      | ヒーローノート히어로 노트                                       |           | 2017년 3월 25일 |
| 1         | 14        | そういうことね お茶子さん그랬구나, 오챠코                       | No.22     | 2017년 4월 1일  |
| 2         | 15        | うなれ体育祭포효하라, 체육대회                                  | No.23     | 2017년 4월 8일  |
| 3         | 16        | みんな個性的でいいね다들 개성이 넘쳐서 좋네                     | No.25     | 2017년 4월 15일 |
| 4         | 17        | 策策策계략, 계략, 계략                                          | No.28     | 2017년 4월 22일 |
| 5         | 18        | 騎馬戦決着기마전의 결말                                         | No.30     | 2017년 4월 29일 |
| 6         | 19        | 全てを持って生まれた男の子모든걸 갖고 태어난 소년               | No.31     | 2017년 5월 6일  |
| 7         | 20        | 勝ち負け승부                                                    | No.34     | 2017년 5월 13일 |
| 8         | 21        | 奮え！チャレンジャー도전자, 용기를 내라                         | No.35     | 2017년 5월 20일 |
| 9         | 22        | 爆豪VS麗日바쿠고 VS 우라라카                                    | No.36     | 2017년 5월 27일 |
| 10        | 23        | 轟焦凍：オリジン토도로키 쇼토: 오리진                           | No.39     | 2017년 6월 3일  |
| 11        | 24        | 飯田くんファイト이이다, 파이팅                                  | No.41     | 2017년 6월 10일 |
| 12        | 25        | 轟VS爆豪토도로키 VS 바쿠고                                      | No.43     | 2017년 6월 17일 |
| 13        | 26        | 名前をつけてみようの会이름 짓기 시간                            | No.45     | 2017년 6월 24일 |
| 14        | 27        | 怪奇！グラントリノ現る괴기! 그랜 토리노 나타나다                | No.46     | 2017년 7월 8일  |
| 15        | 28        | 緑谷と死柄木미도리야와 시가라키                                 | No.49     | 2017년 7월 15일 |
| 16        | 29        | ヒーロー殺しステインVS英雄生徒히어로 킬러 스테인 VS 유에이 학생 | No.52     | 2017년 7월 22일 |
| 17        | 30        | 決着결판                                                        | No.56     | 2017년 7월 29일 |
| 18        | 31        | 「ヒーロー殺しステイン」その余波‘히어로 킬러 스테인’, 그 여파   | No.57     | 2017년 8월 5일  |
| 19        | 32        | それぞれの職場体験저마다의 직장체험                             |           | 2017년 8월 12일 |
| 20        | 33        | 知れ!!昔の話알아둬라!! 옛날이야기                               | No.59     | 2017년 8월 19일 |
| 21        | 34        | 備えろ期末テスト기말고사를 대비하라                             | No.60     | 2017년 9월 2일  |
| 22        | 35        | 八百万：ライジング야오요로즈: 라이징                            | No.63     | 2017년 9월 9일  |
| 23        | 36        | むけろ一皮한꺼풀 벗어라                                         | No.67     | 2017년 9월 16일 |
| 24        | 37        | 爆豪勝己：オリジン바쿠고 카츠키: 오리진                         | No.62     | 2017년 9월 23일 |
| 25        | 38        | エンカウンター인카운터                                          | No.68     | 2017년 9월 30일 |

#### BD / DVD
| 권 | 발매일           | 수록화          | 규격품번   | 규격품번   |
| 권 | 발매일           | 수록화          | BD         | DVD        |
| -- | ---------------- | --------------- | ---------- | ---------- |
| 1  | 2017년 7월 19일  | 제14화 - 제17화 | TBR-27211D | TDV-27221D |
| 2  | 2017년 8월 9일   | 제18화 - 제20화 | TBR-27212D | TDV-27222D |
| 3  | 2017년 9월 13일  | 제21화 - 제23화 | TBR-27213D | TDV-27223D |
| 4  | 2017년 10월 18일 | 제24화 - 제26화 | TBR-27214D | TDV-27224D |
| 5  | 2017년 11월 15일 | 제27화 - 제29화 | TBR-27215D | TDV-27225D |
| 6  | 2017년 12월 13일 | 제30화 - 제32화 | TBR-27216D | TDV-27226D |
| 7  | 2018년 1월 17일  | 제33화 - 제35화 | TBR-27217D | TDV-27227D |
| 8  | 2018년 2월 14일  | 제36화 - 제38화 | TBR-27218D | TDV-27228D |

### 3기 시리즈

#### 주제가
1쿨 오프닝 테마 「ODD FUTURE(오드 퓨쳐)」
작사·작곡 - TAKUYA∞ / 노래 - UVERworld
1쿨 엔딩 테마 「アップデート(업데이트)」
작사·작곡 - miwa、NAOKI-T / 노래 - miwa
2쿨 오프닝 테마 「Make my story」
작사·작곡 - 카타기리 와타루 / 노래 - Lenny code fiction
2쿨 엔딩 테마 「ロングホープ・フィリア(롱 호프 필리아)」(TV Limited)
작사·작곡 - 아키타 히로무 / 노래 - 스다 마사키

#### 각화 리스트
| 시즌 회차 | 통합 회차 | 방영 타이틀                                                 | 원작 챕터 | 방영 일자       |
| --------- | --------- | ----------------------------------------------------------- | --------- | --------------- |
| 1         | 39        | ゲーム・スタート게임 스타트                                 |           | 2018년 4월 7일  |
| 2         | 40        | ワイルド・ワイルド・プッシーキャッツ와일드 와일드 푸시 캣츠 | No.70     | 2018년 4월 14일 |
| 3         | 41        | 洸汰くん코타 군                                             | No.71     | 2018년 4월 21일 |
| 4         | 42        | 僕のヒーロー나의 히어로                                     | No.76     | 2018년 4월 28일 |
| 5         | 43        | ブチ込む鉄拳！！！때려박은 철권                             | No.79     | 2018년 5월 5일  |
| 6         | 44        | がなる風雲急다그치는 선택의 기로                            | No.81     | 2018년 5월 12일 |
| 7         | 45        | 転転転구르고 구르고 구르고                                  | No.82     | 2018년 5월 19일 |
| 8         | 46        | 飯田から緑谷へ이이다에게서 미도리야에게                     | No.84     | 2018년 5월 26일 |
| 9         | 47        | オール・フォー・ワン올 포 원                                | No.88     | 2018년 6월 2일  |
| 10        | 48        | 平和の象徴평화의 상징                                       | No.91     | 2018년 6월 9일  |
| 11        | 49        | ワン・フォー・オール원 포 올                                | No.92     | 2018년 6월 16일 |
| 12        | 50        | 始まりの終わり、終わりの始まり시작의 끝, 끝의 시작          | No.95     | 2018년 6월 23일 |
| 13        | 51        | 入れ寮기숙사                                                | No.98     | 2018년 6월 30일 |
| 14        | 52        | 編め必殺技짜내라 필살기                                     | No.100    | 2018년 7월 14일 |
| 15        | 53        | THE試験 The 시험                                            | No.103    | 2018년 7월 21일 |
| 16        | 54        | 這い寄る士傑高校 다가오는 시케츠 고교                       | No.105    | 2018년 7월 28일 |
| 17        | 55        | 1年A組 1학년 A반                                            | No.106    | 2018년 8월 4일  |
| 18        | 56        | RUSH!                                                       | No.108    | 2018년 8월 11일 |
| 19        | 57        | 救助演習구조 연습                                           | No.109    | 2018년 8월 18일 |
| 20        | 58        | 特別編・愛で地球を救え！특별편: 사랑으로 지구를 구하라      |           | 2018년 8월 25일 |
| 21        | 59        | 何をしてんだよ뭐하고 있는 거야                              | No.112    | 2018년 9월 1일  |
| 22        | 60        | てめェの“個性”の話だ 네놈의 '개성' 얘기다                   | No.117    | 2018년 9월 8일  |
| 23        | 61        | デクVSかっちゃん2데쿠 VS 캇짱2                              | No.119    | 2018년 9월 15일 |
| 24        | 62        | 出会いの季節 만남의 계절                                    | No.122    | 2018년 9월 22일 |
| 25        | 63        | 無敵 무적                                                   | No.123    | 2018년 9월 29일 |

#### BD / DVD
| 권 | 발매일           | 수록화          | 규격품번   | 규격품번   |
| 권 | 발매일           | 수록화          | BD         | DVD        |
| -- | ---------------- | --------------- | ---------- | ---------- |
| 1  | 2018년 7월 18일  | 제39화 - 제42화 | TBR-28211D | TDV-28221D |
| 2  | 2018년 8월 15일  | 제43화 - 제45화 | TBR-28212D | TDV-28222D |
| 3  | 2018년 9월 19일  | 제46화 - 제48화 | TBR-28213D | TDV-28223D |
| 4  | 2018년 10월 17일 | 제49화 - 제51화 | TBR-28214D | TDV-28224D |
| 5  | 2018년 11월 14일 | 제52화 - 제54화 | TBR-28215D | TDV-28225D |
| 6  | 2018년 12월 19일 | 제55화 - 제57화 | TBR-28216D | TDV-28226D |
| 7  | 2019년 1월 16일  | 제58화 - 제60화 | TBR-28217D | TDV-28227D |
| 8  | 2019년 2월 13일  | 제61화 - 제63화 | TBR-28218D | TDV-28228D |

### 4기 시리즈

#### 주제가
1쿨 오프닝 테마「polaris」
노래 - Blue Encount
1쿨 엔딩 테마「About the Voyage」
노래 - Sayuri (사유리)
2쿨 오프닝 테마「star marker」
노래 - kana-boon
2쿨 엔딩 테마「Shout Baby」
노래 - Ryokuoushoku

#### 각화 리스트
| 시즌 회차 | 통합 회차 | 방영 타이틀                                                            | 원작 챕터  | 방영 일자        |
| --------- | --------- | ---------------------------------------------------------------------- | ---------- | ---------------- |
| 1         | 64        | スクープ雄英1年A組특종, 유에이 1학년 A반                               |            | 2019년 10월 12일 |
| 2         | 65        | オーバーホール 오버 홀                                                 | No.125     | 2019년 10월 19일 |
| 3         | 66        | ボーイ・ミーツ...boy meet                                              | No.128     | 2019년 10월 26일 |
| 4         | 67        | 抗う運命저항하는 운명                                                  | No.131     | 2019년 11월 9일  |
| 5         | 68        | ガッツだレッツラレッドライオット근성이다, 레츠 고 레드 라이엇          | No.134     | 2019년 11월 16일 |
| 6         | 69        | 嫌な話불쾌한 이야기                                                    | No.135     | 2019년 11월 23일 |
| 7         | 70        | GO!!                                                                   | No.138     | 2019년 11월 30일 |
| 8         | 71        | ビッグ3のサンイーター빅3의 썬이터                                      | No.140     | 2019년 12월 7일  |
| 9         | 72        | 烈怒頼雄斗레드 라이엇                                                  | No.144~145 | 2019년 12월 14일 |
| 10        | 73        | 出向파견 근무                                                          | No.146     | 2019년 12월 21일 |
| 11        | 74        | ルミリオン르밀리옹                                                     | No.152     | 2019년 12월 28일 |
| 12        | 75        | 見えない希望보이지 않는 희망                                           | No.154     | 2020년 1월 4일   |
| 13        | 76        | 無限100%무한 100%                                                      | No.157     | 2020년 1월 11일  |
| 14        | 77        | 明るい未来밝은 미래                                                    | No.161     | 2020년 1월 18일  |
| 15        | 78        | 燻る炎연기를 뿜는 불꽃                                                 | No.163     | 2020년 1월 25일  |
| 16        | 79        | 掴めガキ心아이들의 마음을 잡아라                                       | No.165     | 2020년 2월 1일   |
| 17        | 80        | ホッコれ仮免講習훈훈한 가면허 강습                                     | No.166     | 2020년 2월 8일   |
| 18        | 81        | 文化祭문화제                                                           | No.169     | 2020년 2월 15일  |
| 19        | 82        | 文化祭って準備してる時が一番楽しいよね문화제는 준비할 때가 제일 즐겁지 | No.172~173 | 2020년 2월 22일  |
| 20        | 83        | ゴールドティップスインペリアル골드 팁스 임페리얼                       | No.174     | 2020년 2월 29일  |
| 21        | 84        | デクVSジェントル・クリミナル데쿠 vs 젠틀 크리미널                      | No.176     | 2020년 3월 7일   |
| 22        | 85        | 開催文化祭！문화제 개최!                                               | No.179     | 2020년 3월 14일  |
| 23        | 86        | 垂れ流せ! 文化祭！방류해라! 문화제!                                    | No.182     | 2020년 3월 21일  |
| 24        | 87        | ヒーロービルボードチャートJP히어로 빌보드 차트 JP                      | No.184     | 2020년 3월 28일  |
| 25        | 88        | 始まりの시작                                                           | No.190     | 2020년 4월 4일   |

### 5기 시리즈

#### 각화 리스트
| 시즌 회차 | 통합 회차 | 방영 타이틀                                         | 원작 챕터  | 방영 일자       |
| --------- | --------- | --------------------------------------------------- | ---------- | --------------- |
| 1         | 89        | 全員出動！１年Ａ組전원 출동! 1학년 A반              |            | 2021년 3월 27일 |
| 2         | 90        | 面影옛 기억                                         | No.193     | 2021년 4월 3일  |
| 3         | 91        | 激突！Ａ組 VS Ｂ組격돌! A반 VS B반                  | No.195     | 2021년 4월 10일 |
| 4         | 92        | それ行け心操くん！돌격해라 신소!                    | No.196     | 2021년 4월 17일 |
| 5         | 93        | 新技即興オペレーション새 기술 즉흥 오퍼레이션       | No.199     | 2021년 4월 24일 |
| 6         | 94        | 先を見据えて앞을 내다보며                           | No.201     | 2021년 5월 1일  |
| 7         | 95        | 第３試合제3 시합                                    | No.202     | 2021년 5월 8일  |
| 8         | 96        | 第３試合 決着제3 시합의 결말                        | No.206     | 2021년 5월 15일 |
| 9         | 97        | 先手必勝！선수 필승                                 | No.207     | 2021년 5월 22일 |
| 10        | 98        | 受け継ぐモノ계승하는 것                             | No.211     | 2021년 5월 29일 |
| 11        | 99        | ぼくらの大乱戦우리의 대난전                         | No.214     | 2021년 6월 5일  |
| 12        | 100       | 新しい力とオール・フォー・ワン새로운 힘과 올 포 원  | No.217     | 2021년 6월 12일 |
| 13        | 101       | メリれ！クリスマス！메리하라! 크리스마스!           | No.242     | 2021년 6월 19일 |
| 14        | 102       | いざ！ エンデヴァー事務所가자! 엔데버 사무소!       | No.243     | 2021년 6월 26일 |
| 15        | 103       | 一つ一つ하나하나                                    | No.248     | 2021년 7월 10일 |
| 16        | 104       | お久しぶりですセルキーさん오랜만이에요, 셀키 씨     |            | 2021년 7월 17일 |
| 17        | 105       | 地獄の轟くん家지옥의 토도로키 가                    | No.249     | 2021년 7월 24일 |
| 18        | 106       | 許されざる者용서받지 못할 자                        | No.252     | 2021년 7월 31일 |
| 19        | 107       | 誰よりもおまえはヒーローに그 누구보다도 넌 히어로가 | No.254     | 2021년 8월 14일 |
| 20        | 108       | 僕のヴィランアカデミア나의 빌런 아카데미아          | No.220     | 2021년 8월 21일 |
| 21        | 109       | 再臨祭재림제                                        | No.224     | 2021년 8월 28일 |
| 22        | 110       | サッドマンズパレード새드맨스 퍼레이드               | No.230     | 2021년 9월 4일  |
| 23        | 111       | 志村転弧：オリジン시무라 텐코: 오리진               | No.235~236 | 2021년 9월 11일 |
| 24        | 112       | 死柄木弔：オリジン시가라키 토무라: 오리진           | No.237     | 2021년 9월 18일 |
| 25        | 113       | 空、高く群青하늘, 높고 군청색                       | No.256     | 2021년 9월 25일 |

### 6기 시리즈

#### 각화 리스트
| 시즌 회차 | 통합 회차 | 방영 타이틀                                         | 원작 챕터  | 방영 일자        |
| --------- | --------- | --------------------------------------------------- | ---------- | ---------------- |
| 1         | 114       | 静かな始まり조용한 시작                             | No.259     | 2022년 10월 1일  |
| 2         | 115       | No.5のミルコさんNo.5 미르코 씨                      | No.262     | 2022년 10월 8일  |
| 3         | 116       | One's Justice                                       | No.264     | 2022년 10월 15일 |
| 4         | 117       | 繼承계승                                            | No.270     | 2022년 10월 22일 |
| 5         | 118       | 破滅のボルテージ파멸의 볼티지                       | No.273     | 2022년 10월 29일 |
| 6         | 119       | エンカウンター2인카운터2                            | No.275     | 2022년 11월 5일  |
| 7         | 120       | 災害歩行디재스터 워커                               | No.278     | 2022년 11월 12일 |
| 8         | 121       | 敵 連合vs雄英生빌런 연합 vs 유에이 학생             | No.279     | 2022년 11월 19일 |
| 9         | 122       | 爆豪勝己：ライジング바쿠고 카츠키:라이징            | No.285     | 2022년 11월 26일 |
| 10        | 123       | 僕らの中の人우리 안에 있는 사람                     | No.286     | 2022년 12월 3일  |
| 11        | 124       | ダビダンス다비 댄스                                 | No.290     | 2022년 12월 10일 |
| 12        | 125       | 一縷の希望たち한 가닥의 희망                        | No.292     | 2022년 12월 17일 |
| 13        | 126       | ラストステージ라스트 스테이                         | No.294     | 2022년 12월 24일 |
| 14        | 127       | 極々、地獄몹시 지옥                                 | No.296     | 2023년 1월 7일   |
| 15        | 128       | タルタロス타르타로                                  | No.297     | 2023년 1월 14일  |
| 16        | 129       | 地獄の轟くん家2지옥의 토도로키가 2                  | No.300     | 2023년 1월 21일  |
| 17        | 130       | 火の不始末허술한 불단속                             | No.301~302 | 2023년 1월 28일  |
| 18        | 131       | 緑谷出久と死柄木弔미도리야 이즈쿠와 시가라키 토무라 | No.305     | 2023년 2월 4일   |
| 19        | 132       | 全力!!전력!!                                        | No.308     | 2023년 2월 11일  |
| 20        | 133       | 刺客자객                                            | No.312     | 2023년 2월 18일  |
| 21        | 134       | 麗しきレディ・ナガン아름다운 레이디 나강            | No.314     | 2023년 2월 25일  |
| 22        | 135       | 友だち친구                                          | No.319     | 2023년 3월 4일   |
| 23        | 136       | デクvsA組데쿠 vs A반                                | No.320     | 2023년 3월 11일  |
| 24        | 137       | 未成年の主張미성년자의 주장                         | No.324     | 2023년 3월 18일  |
| 25        | 138       | つながるつながる연결된다 연결된다                   | No.328     | 2023년 3월 25일  |

### 7기 시리즈

#### 각화 리스트
| 시즌 회차 | 통합 회차 | 방영 타이틀                                                        | 원작 챕터  | 방영 일자        |
| --------- | --------- | ------------------------------------------------------------------ | ---------- | ---------------- |
| 1         | 139       | 欧米ギリギリ!!ぶっちぎりの凄い奴구미 통틀어!! 월등하게 대단한 녀석 | No.329     | 2024년 5월 4일   |
| 2         | 140       | 亡霊망령                                                           | No.333     | 2024년 5월 11일  |
| 3         | 141       | 敵＜ヴィラン＞빌런                                                 | No.336     | 2024년 5월 18일  |
| 4         | 142       | 皆がヒーローになるまでの物語모두가 히어로가 되기까지의 이야기      | No.338~340 | 2024년 5월 25일  |
| 5         | 143       | Let you down                                                       | No.343     | 2024년 6월 1일   |
| 6         | 144       | DIVISION                                                           | No.345     | 2024년 6월 8일   |
| 7         | 145       | INFLATION                                                          | No.347     | 2024년 6월 15일  |
| 8         | 146       | 二つの赫灼두 개의 혁작                                             | No.351     | 2024년 6월 22일  |
| 9         | 147       | EXTRAS                                                             | No.355     | 2024년 6월 29일  |
| 10        | 148       | 焼身照命!! 手負いのヒーロー소신조명!! 상처 입은 히어로             | No.357     | 2024년 7월 13일  |
| 11        | 149       | Light Fades To Rain                                                | No.362     | 2024년 7월 20일  |
| 12        | 150       | 禦ぐ者と侵す者막는 자와 침범하는 자                                | No.363     | 2024년 8월 3일   |
| 13        | 151       | 連なる星霜연이어진 세월                                            | No.369     | 2024년 8월 17일  |
| 14        | 152       | しょーじくんといっしょ。쇼지와 함께                                | No.371     | 2024년 8월 24일  |
| 15        | 153       | Butterfly Effect                                                   | No.374     | 2024년 8월 31일  |
| 16        | 154       | ここに至るまでの連なり여기에 이르기까지 연이어진 것                | No.377     | 2024년 9월 7일   |
| 17        | 155       | hopes                                                              | No.379     | 2024년 9월 14일  |
| 18        | 156       | It's A Small World                                                 | No.384     | 2024년 9월 21일  |
| 19        | 157       | I AM HERE                                                          | No.386     | 2024년 9월 28일  |
| 20        | 158       | 少女のエゴ소녀의 아집                                              | No.393     | 2024년 10월 5일  |
| 21        | 159       | "個性"無き戦い개성 없는 싸움                                       | No.396     | 2024년 10월 12일 |

## 극장 애니메이션
- 나의 히어로 아카데미아 더 무비: 두 명의 히어로

2018년 8월 3일에 일본 현지에서 개봉되었다.
- 나의 히어로 아카데미아 더 무비: 히어로즈:라이징

2019년 3월에 제작을 발표해, 2019년 12월 20일에 일본 현지에서 개봉되었다.
- 나의 히어로 아카데미아 더 무비: 월드 히어로즈 미션

2021년 8월 6일에 일본 현지에서 개봉되었다. 2022년 3월 9일 대한민국에서 개봉되었다.
- 나의 히어로 아카데미아 더 무비: YOU'RE NEXT

2024년 8월 2일에 일본 현지에서 개봉되었다.

## 트레이딩 카드 게임
나의 히어로 아카데미아 TAG CARD GAME
2016년 4월 23일에 다카라토미에서 발매되었다.

## 관련 논문
- 박성준, 〈일본 소년 만화에서 ‘미국’은 어떻게 재현되고 해체되는가? : 『나의 히어로 아카데미아』의 올마이트와 스타 앤 스트라이프를 중심으로〉, 《한국과 세계》 7-4, 한국국회학회, 2025

## 참조

### 주해
1. ↑  일본어: 僕のヒーローアカデミア, 영어: My Hero Academia
2. ↑  약칭 "히로아카" 혹은 "나히아"
3. ↑  일본어로 멍청이, 멍텅구리라는 비속어 뜻이 있다.